# 沖縄ビジョン
沖縄ビジョン（おきなわビジョン）は、沖縄県の未来の発展を念頭に置いた民主党が構想する沖縄に対する基本理念とそれを実行するための具体的政策群。

## 概要
1999年7月15日に民主党の「沖縄に関する総合政策調整プロジェクトチーム」が発表した「民主党沖縄政策」に源流をたどることができるが、「沖縄ビジョン」という名称が登場するのは2002年からである。最初の「沖縄ビジョン」は2002年8月26日、当時民主党政調会長だった岡田克也、衆議院議員の武正公一、渡辺周、参議院議員の岩本司、ツルネンマルテイによって那覇市の沖縄県庁で発表された。沖縄の「自立・独立」と、鄧小平がはじめて提唱した中華人民共和国の政策である一国二制度の実現を目指した。また当時民主党ネクストキャビネット（NC）で内閣府担当相だった枝野幸男も中心的役割を演じた。
重要な事柄の一つとして「独立」という言葉が掲げられている。これは日本国からの新国家という形での独立ではなく、沖縄県そのものの産業を発展させることで本土から依存しなければならない事柄を減少させることにより、住民自身でのあらゆる事柄の自足率を向上させることを目指す「独立の気概」だとしている。さらに現在の沖縄は、九州の一地域と位置づけられているが、地理も気候も大きく異なっているため、沖縄県を沖縄道あるいは沖縄州という形に改組した上で本土との間に時差を設けることが、産業の成長につながり、独立を実現することへの近道になると民主党は主張している。
また現在の日本国内に存在する大部分が沖縄県に集中している米軍の基地であるが、これは数多くの予算や環境などにおいての問題を生み出すことになる源となっているため、縮小、土地の返還に向けての道を模索し続けるということも沖縄ビジョンに含まれている。

## 沿革
- 1999年
  - 7月15日　民主党「沖縄政策」を発表。
- 2002年
  - 5月20日　民主党沖縄訪問団、「沖縄ヴィジョン協議会」と初協議。
  - 7月8日  ネクストキャビネット訪問団が「沖縄ビジョン協議会」と第２回会合。
  - 8月26日 「民主党沖縄ビジョン」を那覇で発表。
- 2005年
  - 6月20日 党沖縄ビジョン改訂へ衆参議員が沖縄を訪問。各地を視察。　
  - 8月12日 「民主党21世紀沖縄ビジョン改訂版」を発表。
- 2006年
  - 7月15日 「民主党沖縄ビジョン」に関し、松本政調会長らが関係者と意見交換。
- 2008年
  - 7月8日 「民主党・沖縄ビジョン（2008）」を発表。